# نظریه نظام‌های جهانی

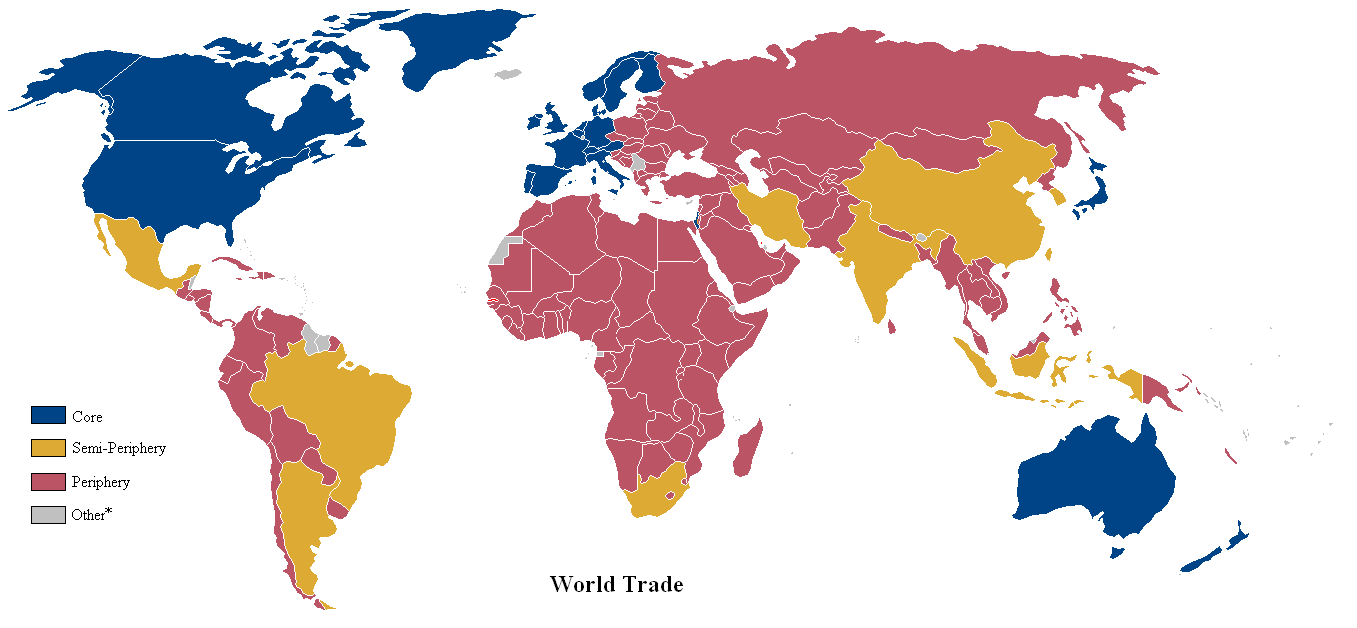
نقشه کشورهای جهان بر اساس وضعیت تجارت آن‌ها در اواخر سده بیستم. کشورهای هسته (آبی)، نیمه‌حاشیه‌ای (زرد) و کشورهای حاشیه‌ای (قرمز).

نظریه نظام‌های جهانی یک رویکرد علمی تک رشته‌ای و کلان دربارهٔ تاریخ جهان و دگرگونی اجتماعی است که به نظام جهانی به عنوان واحد اصلی تحولات تاریخی تأکید می‌کند. مقصود از جهانی (world) در این رویکرد، کره زمین یا کل جهان نیست؛ بلکه «نظام جهانی» یک واحد تحلیلی متشکل از جمع کثیری از انسان‌ها در گستره جغرافیایی وسیع با محوریت یک نظام تقسیم کار است؛ بنابراین، برخلاف نظریه‌های رایج در علوم اجتماعی، دولت، جامعه یا یک صورتبندی اجتماعی را به عنوان واحد تحلیل در نظر نمی‌گیرد. در ذیل این رویکرد تحلیلی چندین نظریه مختلف ارائه شده‌است. به گفته والرشتاین، این تلقی که رویکرد تحلیلی نظام جهانی یک مکتب یا نظریه ذیل علوم اجتماعی رایج می‌باشد، نادرست است. بلکه، این یک نگاه تک رشته‌ای جایگزین علوم اجتماعی فعلی است. از مشهورترین توسعه دهندگان این رویکرد امانوئل والرشتاین، سمیر امین، جیووانی آریگی، ژانت ابولغود، فرنان برودل، آندره گوندر فرانک، ویلیام هاردی مک‌نیل و آندری کاراطایف هستند، که اغلب دیدگاه‌های چپ و ضدکاپیتالیستی دارند.
این رویکرد به تقسیم نیروی کار بین‌منطقه‌ای و فراملی تأکید دارد که بر این اساس جهان به سه منطقه هسته، نیمه‌حاشیه‌ای و حاشیه‌ای تقسیم می‌شود. تولید در کشورهای هسته با مهارت بالا و با استفاده از سرمایه انجام می‌شود اما در بقیه کشورهای دنیا بیشتر با مهارت کم و با استفاده از نیروی کار انجام می‌شود و بیشتر به استخراج مواد خام محدود می‌شود. این حالت باعث تسلط کشورهای هسته بر دیگر کشورها می‌شود. با اینحال گسترش ارتباطات و حمل و نقل باعث پویایی این حالت شده و در طول زمان ممکن است موقعیت کشورها عوض شود. در هر زمان کشوری هست که فرادست جهانی (هژمون جهانی) شود. در قرون گذشته هلند چنین موقعیتی داشت اما پس از مدتی این موقعیت خود را به بریتانیا داد و سپس در سال‌های گذشته ایالات متحده این موقعیت را تصاحب کرد.